# Юссеф Мохамад
Юссеф Мохамад (араб. يوسف محمد, *нар. 1 липня 1980, Бейрут) — ліванський футболіст, захисник еміратського «Аль-Аглі» (Дубай).
Насамперед відомий виступами за німецькі клуби «Фрайбург» та «Кельн», а також національну збірну Лівану.

## Клубна кар'єра
Народився 1 липня 1980 року в місті Бейрут. Вихованець футбольної школи клубу «Сафа». Дорослу футбольну кар'єру розпочав 1999 року в основній команді того ж клубу, в якій провів три сезони, взявши участь у 25 матчах чемпіонату. 
Протягом 2002—2004 років захищав кольори команди клубу «Олімпік» (Бейрут).
Своєю грою за останню команду привернув увагу представників тренерського штабу клубу «Фрайбург», до складу якого приєднався 2004 року. Відіграв за фрайбурзький клуб наступні три сезони своєї ігрової кар'єри. Більшість часу, проведеного у складі «Фрайбурга», був основним гравцем захисту команди.
У 2007 році уклав контракт з клубом «Кельн», у складі якого провів наступні чотири роки своєї кар'єри гравця. Граючи у складі «Кельна» також здебільшого виходив на поле в основному складі команди.
До складу клубу «Аль-Аглі» (Дубай) приєднався 2011 року. Наразі встиг відіграти за еміратську команду 23 матчі в національному чемпіонаті.

## Виступи за збірну
У 2000 році дебютував в офіційних матчах у складі національної збірної Лівану. Наразі провів у формі головної команди країни 49 матчів, забивши 2 голи.